# 日本芸能実演家団体協議会
公益社団法人日本芸能実演家団体協議会（にほんげいのうじつえんかだんたいきょうぎかい）は、1965年に設立された芸能実演家団体で構成される公益社団法人。略称は芸団協（げいだんきょう）。
現在の会長は、平成9年（1997年）から任を務める野村萬（七世野村万蔵）。

## 概要
芸能実演家団体等相互の交流と研修の実施によってその芸能活動を推進するとともに、実演に係る著作隣接権者の権利を擁護することにより、芸能実演家の地位の向上と実演の円滑な利用を図り、もって我が国文化の発展に寄与することを目的とし、演劇、音楽、舞踊、演芸など、67団体の正会員で構成されている。「芸能が豊かな社会をつくる」を組織理念とし、実演芸術の創造、公演、普及を促進し、社会に活力をもたらす拠点の形成をはじめとする文化政策の実現と、音楽・映像コンテンツの創造に参加する実演家等として、創造と享受が促進される創造サイクルの好循環の実現をもとめている。
発足当初から、作詞家・作曲家・脚本家などの著作者に対し立場の弱い俳優・歌手などの実演家の地位向上を訴えており、その観点から著作隣接権の保護期間延長、いわゆる映画の著作物に認められている「ワンチャンス主義」の撤廃（映画やテレビドラマに出演した俳優が、作品のDVD化などの際に二次使用料の分配に与れるようにすること）などを求めている。
1993年に日本音楽事業者協会（音事協）・日本音楽制作者連盟（音制連）と共同で実演家著作隣接権センター（CPRA）を立ち上げ、著作隣接権の権利処理の一元化を図る活動を行っている。
1974年に公表した「芸能人の生活と意識」の調査研究を皮切りに、5年毎に実施の芸能実演家の実態調査を実施するほか、実演芸術に関する基礎調査や課題についての調査研究を継続しており、実演家やスタッフの実状について社会に発信してきた。また、芸術文化政策に関する数々の政策提言を行ってきてきた。2001年の定款改正によってスタッフの職能団体も会員となったことから、2005年発行の実態調査からは、実演家とスタッフの実態調査を実施。2005年版のみ、文化庁から委託され、芸能実演家ではない「アニメーター」に関する実態調査を実施している。

## 沿革
- 1967年 - 文部大臣の認定を受け、社団法人日本芸能実演家団体協議会が設立される。
- 1970年 -『芸団協ニュース』創刊。
- 1973年 - 芸能人年金共済制度が発足。
- 1974年 - 舞台入場税対策連絡会議設立に参加。「芸能人の生活と意識」調査報告書発行、以後5年毎に芸能実演家の実態調査を実施。
- 1975年 - 第一回主催公演『道成寺のさまざま』。芸団協芸能功労者表彰（げいだんきょう げいのうこうろうしゃ ひょうしょう）を開始（2005年度と2006年度は休止）。
- 1979年 - 全国こども劇場おやこ劇場に企画の提供を開始。
- 1982年 - 芸団協正会員団体中部協議会が発足。
- 1983年 -「芸能文化を豊かにする芸能人の集い '83」を開催。
- 1984年 - 第一回「明日の芸能文化を語る＜夏の集い＞」を開催。ユネスコに対し「芸術家の地位に関する勧告」の認知要請と「芸能文化基本法」の提案を行う。第二国立劇場推進連絡会議が発足（ → 1997年新国立劇場完成）。
- 1985年 - 「芸能文化問題研究委員会」「文化政策研究会」を設置。
- 1989年 - 芸能関連労災問題連絡会が発足。
- 1990年 - セミナー「文化政策と舞台芸術の現状と未来」、シンポジウム「芸術援助政策を考える」を開催。
- 1991年 - 第二回「子どものための舞台芸術大祭典」を開催。
- 1992年 -『芸能浴宣言』創刊。
- 1993年 - 実演家著作隣接権センターを設置。
- 1995年 - 芸団協30周年記念「芸団協の三十年を語る宴」を開催。
- 1996年 - 芸能文化情報センターを設置。
- 1998年 -「舞台芸術フェア」を開催。
- 1999年 - 芸能基本法委員会が発足。
- 2000年 - 「芸能と教育」プロジェクト開始。

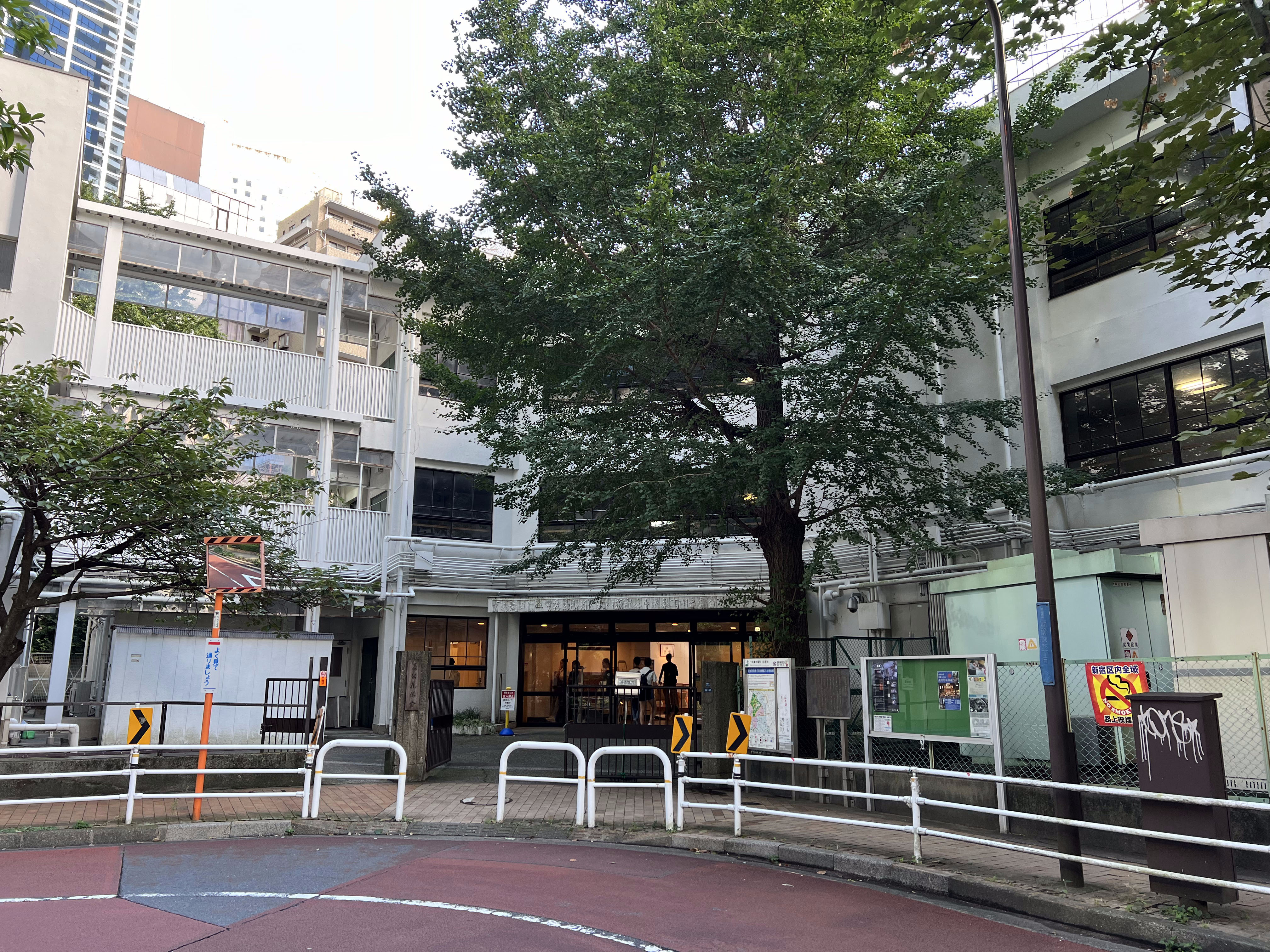
芸能花伝舎

- 2001年 - 「芸術文化基本法（仮称）の制定および関連する法律の整備」に関する提言と中間まとめを発表（ → 12月 文化芸術振興基本法施行）
- 2002年 - 文化芸術振興基本法推進フォーラムが発足。劇場法（仮称）の研究に着手。
- 2003年 - 芸団協サポート会員制度を開始。
- 2005年 - 廃校となった旧淀橋第三小学校を利用して芸能花伝舎を開場、従前の芸能文化情報センターを芸能文化振興部に改組し芸能花伝舎の担当部署とする。
- 2008年 - 一般社団・財団法人法等の制定に伴う民法改正により、特例民法法人へ移行（法人名は従来通り）。
- 2012年 - 公益法人認定法による内閣総理大臣の認定を受け、公益社団法人へ移行。

## 正・賛助会員
※2023年8月時点

### 正会員

#### 演劇部門
- 一般社団法人 JAPAN ACTION GUILD（ジャパン・アクション・ギルド）
- 一般社団法人 全国専門人形劇団協議会（全人協）
- 名古屋放送芸能家協議会（名放芸協）
- 一般社団法人 日本映画俳優協会（映俳協）
- 一般社団法人 日本演出者協会
- 一般社団法人 日本芸能マネージメント事業者協会
- 公益社団法人 日本劇団協議会（劇団協）
- 日本児童・青少年演劇劇団協同組合（児演協）
- 日本新劇製作者協会
- 日本新劇俳優協会
- 日本人形劇人協会
- 公益社団法人 日本俳優協会（日俳協）
- 協同組合 日本俳優連合（日俳連）
- 一般社団法人 日本モデルエージェンシー協会（JMAA）
- 一般社団法人 人形浄瑠璃文楽座
- 公益社団法人 能楽協会

#### 邦楽部門
- 一般社団法人 大阪三曲協会
- 一般社団法人 関西常磐津協会
- 一般社団法人 義太夫協会
- 清元協会
- 一般財団法人 古曲会
- 新内協会
- 特定非営利活動法人 筑前琵琶連合会
- 公益社団法人 当道音楽会
- 常磐津協会
- 一般社団法人 長唄協会
- 名古屋邦楽協会
- 公益社団法人 日本小唄連盟
- 公益社団法人 日本三曲協会
- 日本琵琶楽協会

#### 洋楽・現代音楽部門
- 一般社団法人 JDDA（Japan Dance Music & DJ Association）
- 一般社団法人 日本音楽制作者連盟（FMPJ）
- 公益社団法人 日本演奏連盟（日演連）
- 公益社団法人 日本オーケストラ連盟
- 日本音楽家ユニオン
- 一般社団法人 日本歌手協会
- 一般社団法人 日本作編曲家協会
- 一般社団法人 日本シンセサイザープロフェッショナルアーツ(JSPA）
- 特定非営利活動法人 日本青少年音楽芸能協会（青音協）
- パブリック・イン・サード会（PIT）
- 特定非営利活動法人 日本レコーディングエンジニア協会
- 特定非営利活動法人 レコーディング・ミュージシャンズ・アソシエイション・オブ・ジャパン（RMAJ）

#### 舞踊部門
- 一般社団法人 現代舞踊協会
- 一般社団法人 全日本児童舞踊協会
- 一般社団法人 日本ジャズダンス芸術協会
- 公益社団法人 日本バレエ協会
- 一般社団法人 日本バレエ団連盟
- 公益社団法人 日本舞踊協会（日舞協）
- 一般社団法人 日本フラメンコ協会
- 一般社団法人 日本ベリーダンス連盟

#### 演芸部門
- 公益社団法人 上方落語協会
- 関西演芸協会
- 一般社団法人 関西芸能親和会
- 講談協会
- 太神楽曲芸協会
- 一般社団法人 東京演芸協会
- 公益社団法人 日本奇術協会（JPMA）
- 日本司会芸能協会
- 一般社団法人 日本浪曲協会
- 一般社団法人 ボーイズ・バラエティー協会
- 一般社団法人 漫才協会
- 一般社団法人 落語協会
- 公益社団法人 落語芸術協会
- 公益社団法人 浪曲親友協会

#### その他の部門
- 沖縄芸能実演家の会
- 一般社団法人 沖縄県芸能関連協議会（沖芸連）
- 公益社団法人 日本照明家協会
- 公益社団法人 日本舞台音響家協会
- 一般社団法人 日本舞台監督協会
- 日本民俗芸能協会

### 賛助会員
- 愛知県舞台運営事業協同組合（愛舞協）
- 一般社団法人 映像実演権利者合同機構（PRE）
- 一般社団法人 演奏家権利処理合同機構MPN
- 全国舞台テレビ照明事業協同組合
- 東京芸能人国民健康保険組合
- 一般社団法人 日本音楽事業者協会（音事協）
- 日本舞台音響事業協同組合(JASSC)